# Bolborhachium bainbridgei
Bolborhachium bainbridgei är en skalbaggsart som beskrevs av John Obadiah Westwood 1848. Bolborhachium bainbridgei ingår i släktet Bolborhachium och familjen Bolboceratidae. Inga underarter finns listade.